# Mohamed Samy
Mohamed Samy Hassan (en arabe : محمد سامي حسن), né le 17 mars 1997, est un nageur égyptien.

## Carrière
Mohamed Samy obtient la médaille de bronze du 50 mètres dos aux Championnats du monde juniors de natation 2015 à Singapour. Il remporte ensuite aux Jeux africains de 2015 à Brazzaville la médaille d'or du 50 mètres dos, du 4 × 100 m quatre nages et du 4 × 100 m quatre nages mixte, la médaille d'argent du 100 mètres nage libre, du 4 × 100 m nage libre, du 4 × 200 m nage libre et du 4 × 100 m nage libre mixte et la médaille de bronze du 50 mètres dos.
Aux Championnats arabes de natation 2016 à Dubaï, il est médaillé d'or du 100 mètres nage libre, du 4 × 100 m nage libre, du 4 × 200 m nage libre et du 4 × 100 m nage libre mixte et médaillé d'argent du 100 mètres papillon.
Aux Championnats d'Afrique de natation 2016 à Bloemfontein, il est médaillé d'or du 50 mètres dos, médaillé d'argent du 100 mètres dos, du 100 mètres papillon, du 4 x 100 m nage libre, du 4 x 200 m nage libre, du 4 x 100 m quatre nages, du 4 x 100 m nage libre mixte et du 4 x 100 m quatre nages mixte ainsi que médaillé de bronze du 50 mètres nage libre; du 100 mètres nage libre et du 200 mètres quatre nages.
Aux Championnats d'Afrique de natation 2018 à Alger, il est médaillé d'or du 100 mètres nage libre, du 200 mètres nage libre, du 50 mètres dos, du 100 mètres dos, du 100 mètres papillon, du 200 mètres quatre nages, du 4 x 100 m quatre nages, du 4 x 100 m nage libre, du 4 x 200 m nage libre, du 4 x 100 m nage libre mixte et du 4 x 100 m quatre nages mixte, ainsi que médaillé de bronze du 200 mètres dos.
Aux Jeux africains de 2019 à Rabat, il est médaillé d'or du 50 mètres dos, médaillé d'argent du 100 mètres dos, du relais 4 × 100 m nage libre, du relais 4 × 100 m quatre nages, du relais 4 x 100 mètres nage libre mixte et du relais 4 x 100 mètres quatre nages mixte et médaillé de bronze du 100 mètres nage libre.
Il remporte aux Championnats d'Afrique de natation 2021 à Accra la médaille d'or sur 100 mètres nage libre, sur 50 et 100 mètres dos, sur 4 x 100 mètres nage libre, sur 4 x 100 mètres quatre nages et sur 4 x 200 m nage libre ainsi que la médaille d'argent sur 200 mètres quatre nages, sur 4 x 100 mètres nage libre mixte et sur 4 x 100 mètres quatre nages mixte.